# Panthère de Java
Panthera pardus melas
Sous-espèce
Statut de conservation UICN

 EN  : En danger

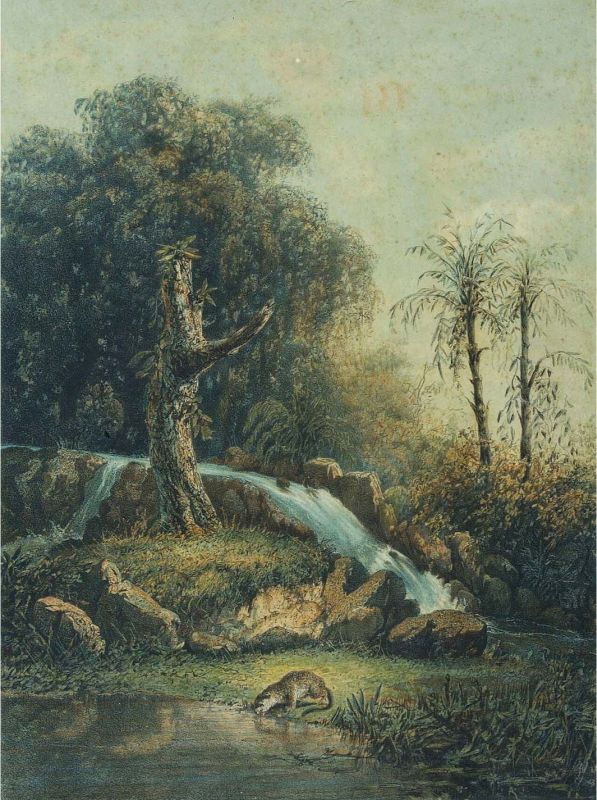
Lithographie d'Abraham Salm des années 1865-1872 représentant une panthère de Java

La panthère de Java (Panthera pardus melas) est une sous-espèce du Léopard (ou panthère) Panthera pardus. Elle vit sur l'île de Java, en Indonésie.
On la distingue facilement des autres sous-espèces de léopard, car ses individus sont généralement bien plus petits. Elle affiche également un taux de mélanisme (« panthères noires ») bien plus élevé que chez les autres sous-espèces.

## Description
Cette panthère est un animal solitaire essentiellement crépusculaire et diurne. 
Elle se nourrit de petits mammifères (souris et chauves-souris), d'ongulés de taille moyenne (muntjac, cerf rusa, sanglier), de primates (macaque crabier, langur de Java, gibbon) et d'animaux domestiques (chien, chèvre; poulet).
Elle peut avoir 1 à 4 petits par portée après une gestation de 90 à 106 jours. Le sevrage dure une centaine de jours. La maturité sexuelle  apparaît entre 22 et 28 mois. 
En captivité, la panthère de Java peut vivre plus de 20 ans.

## Conservation
Le nombre de Panthères de Java est en forte baisse à cause de la chasse, la destruction de l'habitat et la dispersion des animaux.
En 2007, la population qui était de 350 à 500 panthères, dispersées sur 2 500 km2, comptait moins de 250 animaux susceptibles de se reproduire. La population la plus nombreuse, composée de seulement 40 à 50 individus, se trouve dans le parc national Halimun Salak.